# Hélène Geoffroy

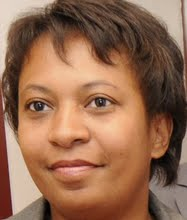
Hélène Georffroy

Hélène Geoffroy (geboren am 4. März 1970 in Creil) ist eine sozialistische Politikerin und französische Physikerin.
Die ehemalige Ministerin ist Bürgermeisterin der Stadt Vaulx-en-Velin und Vizepräsidentin der Métropole de Lyon.

## Leben und Wirken

### Kindheit, Jugend und Ausbildung
Geoffroy wurde in Creil im Departement Oise in einer Beamtenfamilie geboren. Ihre Kindheit verbrachte sie in Guadeloupe.
1987 machte sie das Baccalaureat am Lycée Baimbridge in Pointe-à-Pitre. Sie machte ihren Master in Mechanik an der Universität Paris VI und promovierte 1996 in Mechanik an der École Polytechnique. Ihre Dissertation trägt den Titel: „Étude de l'interaction roche/outil de forage: influence de l'usure sur les paramètres de coupe“ (Untersuchung der Interaktion zwischen Gestein und Bohrwerkzeug: Einfluss des Verschleißes auf die Schnittparameter).

### Forschung
Nach ihrer Dissertation absolvierte sie ihr Post-Doktorat am Laboratoire de mécanique des solides der École polytechnique.
Im selben Jahr war sie auf Einladung von Professor Detournay kurze Zeit am „Department of Civil Engineering-University of Minnesota“, um die Hypothesen zu verallgemeinern, die sie während ihrer Dissertation über die Modellierung der flachen Verschleiß-Fels-Reibung aufgestellt hatte.
1997 wurde sie Forschungsbeauftragte im Labor für GeoMaterialien an der École nationale des travaux publics de l’État in Vaulx-en-Velin. Im Auftrag der EDF untersuchte sie das Verhalten von Sand bei mittleren und kleinen Verformungen. Sie reiste 1998 und 2000 nach Japan an die Universität Tokio zu Professor Tatsuoka.

### Politischer Werdegang

#### Kommunalpolitik
2001 wurde sie auf der sozialistischen Liste in den Gemeinderat  von Vaulx-en-Velin gewählt und zur stellvertretenden Bürgermeisterin ernannt, die für Beschäftigung, Eingliederung, Berufsbildung und Frauenfragen zuständig war.
Sie gründete eine Frauenrechtsgruppe, die seit 2003 in Vaulx-en-Velin die Frauenrechtstage rund um den 8. März, den Internationalen Frauentag, organisiert.
2004 wurde sie nach ihrer Nominierung durch die Mitglieder der PS im zweiten Wahlgang gegen den Kandidaten der Front National mit 71 % der Stimmen zur Generalrätin des Departements Rhône im Kanton Vaulx-en-Velin gewählt. Mit 34 Jahren war sie die Jüngste im Generalrat. Bei der nächsten Wahl war sie eine von drei Frauen, die in das Gremium gewählt wurden.
2008 war sie Spitzenkandidatin für die Kommunalwahlen in Vaulx-en-Velin auf einer Liste der PS-PRG-MRC-DVG. Mit 23,94 % der Stimmen unterlag sie im ersten Wahlgang dem amtierenden Bürgermeister Maurice Charrier, der mit 50,56 % der Stimmen wiedergewählt wurde. Als Gemeinderätin saß sie in der Opposition.
2011 behielt sie ihren Kanton im Zweierteam mit Stéphane Gomez gegen den Kandidaten des Front National.
Am 23. April 2014 wurde sie unter dem Vorsitz von Gérard Collomb zur 10. Vizepräsidentin der Communauté urbaine Lyon gewählt mit dem Zuständigkeitsbereich Energie.

#### Verwaltungsrätin und Vize-Präsidentin der Métropole de Lyon
Im Juli 2017 wurde sie erneut zur Vizepräsidentin der Metropole Lyon gewählt, die unter dem Vorsitz von David Kimelfeld für Grundstücksgeschäfte zuständig war.
2020 gewann sie mit Unterstützung von David Kimelfeld und Bruno Bernard die Metropolitanwahlen im Wahlkreis Rhône Amont gegen eine Einheitsliste „LR-LRE“; sie wurde 6. Vizepräsidentin der Metropole Lyon, zuständig für territoriale Gleichheit (EZ), mit den Hauptaufgaben: Organisation, Kohäsion und territoriale Gleichheit sowie metropolitane Synergien. Gleichzeitig ist sie Mitglied des Ausschusses für Finanzen, Institutionen, Ressourcen und territoriale Organisation.

#### Bürgermeisterin
Im März 2014 schloss sie sich im zweiten Wahlgang einer Bürgerliste (APVV: Agir Pour Vaulx-en-Velin) an, die als parteilos deklariert worden war; die von ihr angeführte PS-Liste gewann den zweiten Wahlgang der Kommunalwahlen in Vaulx-en-Velin mit 41,66 % der Stimmen. Am 5. April wurde sie die erste Sozialistin, die das Amt des Bürgermeisters von Vaulx-en-Velin übernahm.
Im März 2016 trat sie in die Regierung ein und wurde Staatssekretärin für Stadtentwicklung im Kabinett Valls II; ihren Posten als Bürgermeisterin übergab sie an ihren ersten Stellvertreter Pierre Dussurgey. Am 4. Juli 2017 wurde sie erneut zur Gemeindevorsitzenden gewählt.
Im Jahr 2020 startete sie ihre Kampagne für eine zweite Amtszeit als Bürgermeisterin von Vaulx-en-Velin mit einer Einheitsliste „Ensemble avec Hélène Geoffroy, pour réussir Vaulx-en-Velin“. Im ersten Wahlgang lag sie mit 40,3 % der Stimmen an der Spitze und gewann im zweiten Wahlgang mit 44,3 % der Stimmen das Bürgermeisteramt. Sie wurde von der PS nominiert und von der PRG unterstützt.

#### Als Abgeordnete in der Nationalversammlung
Sie wurde die erste weibliche Abgeordnete des 7. Wahlkreises des Departements Rhône und bei den Parlamentswahlen 2012 mit 60 % der Stimmen
 im zweiten Wahlgang gegen den UMP-Kandidaten Yann Compan gewählt.
Während ihrer Amtszeit wurde sie Mitglied des Ausschusses für soziale Angelegenheiten und des Rechtsausschusses.

#### Staatssekretärin
Einen Tag später, am 11. Februar 2016, wurde sie zur Staatssekretärin beim Ministerium für Stadtplanung, Jugend und Sport mit dem Zuständigkeitsbereich Stadtplanung ernannt.
Da sie die Bürgerräte als demokratische Revolutionen betrachtet, beteiligte sie sich an ihrer Demokratisierung. Sie unternahm eine Rundreise durch Frankreich, um die Akteure zu treffen und das System zu verbessern.

### In der Sozialistischen Partei
Sie trat am 1. Januar 1997 der Sozialistischen Partei bei, mit der sie seit 1995 sympathisiert hatte.

#### Funktionen auf lokaler Ebene
Von Dezember 2005 bis Dezember 2008 bekleidete sie das Amt der Föderalsekretärin mit Zuständigkeit für städtische Solidarität. Im Jahr 2008 wurde sie Sekretärin der Ortsgruppe Vaulx-en-Velin sowie Vorsitzende des Conseil Fédéral (Bundesrats) der Sozialistischen Partei des Departements Rhône.

#### Funktionen auf gesamtstaatlicher Ebene
Von April 2006 bis Dezember 2008 gehörte sie dem Zentralbüro der FNESER an.
Von 2012 bis 2014 bekleidete sie unter Harlem Désir das Amt der Nationalsekretärin der Sozialistischen Partei, die für den Kampf gegen Ausgrenzung zuständig war.
Im Januar 2017, nachdem sie sich eine Kandidatur von François Hollande für eine zweite Amtszeit gewünscht hatte, kündigte sie an, dass sie Manuel Valls in der Vorwahl der Linken für die élection présidentielle unterstützen würde.
2021 wurde sie im Anschluss an den 79. Parteitag der Sozialistischen Partei im Namen der Strömung „Debout les Socialistes, pour le renouveau“ (Aufstehen, die Sozialisten, für die Erneuerung) Mitglied des Conseil national.

#### Bei den Sozialisten: Der 79.Parteitag
2020 sammelte sie aus Enttäuschung über das Management der Partei Sozialisten um sich, um „Nein“ zum Verschwinden hinter anderen politischen Kräften zu sagen. Sie möchte, dass die PS zu einem soliden ideologischen Korpus zurückfindet, um die Wählerschaft der Linken und der linken Mitte zurückzugewinnen. Sie nennt ihre Strömung „Debout les socialistes, pour le renouveau“ (Aufstehen, die Sozialisten, für die Erneuerung).
Nachdem sie eine digitale Befragung der sozialistischen Aktivisten eingeleitet hatte, reichte sie im September 2021 auf dem Parteitag in Villeurbanne einen Orientierungstext ein.
Die Abstimmung über die Anträge fand am 9. September in ganz Frankreich statt. Nach der Abstimmung der Aktivisten erhielt TO (texte d'orientation) A: Debout les Socialistes 27,98 % der Stimmen. TO B: De la renaissance à l'alternance (Von der Wiedergeburt zum Wechsel) lag mit 72,02 % der Stimmen vorn.
Am 16. September 2021 kandidierte sie für das Amt des Ersten Sekretärs vor und erhielt in der Abstimmung der Aktivisten 26,52 % der Stimmen, während Olivier Faure 73,49 % der Stimmen erhielt.

#### Die Präsidentschaftskandidatur von Anne Hidalgo
Hélène Geoffroy forderte die nationale Leitung auf, eine Debatte zwischen den Kandidaten sowie eine Abstimmung darüber zu organisieren, wer die Sozialisten bei der Präsidentschaftswahl 2022 vertreten sollte. Sie unterstützte Anne Hidalgo seit ihrer Nominierung während ihrer Kampagne.
Als sich die Beziehungen zwischen der Kandidatin und Olivier Faure verschlechterten, wurde sie in das Wahlkampfkomitee berufen und wurde dessen Sprecherin. Am 15. Januar organisierte sie den Besuch von Anne Hidalgo in Vaulx-en-Velin.

#### Die Parlamentswahl 2022
Nachdem die Präsidentschaftswahl 2022 für die Sozialistische Partei gescheitert war, äußerte sie die Ansicht, das vom Ersten Sekretär der PS getragene NUPES-Abkommen stelle eine „Kapitulation“ für die Sozialistische Partei dar.(EZ) Sie lehnte es ab und forderte auf der Tagung des Nationalrats am 6. Mai 2022 eine Befragung der Mitglieder.
In enger Zusammenarbeit mit Carole Delga, Stéphane le Foll, Bernard Cazeneuve, François Hollande und Jean-Christophe Cambadélis unterstützte sie Kandidaten der Linken außerhalb der Vereinbarungen, um mit der Unterstützung der Radikalen Partei der Linken eine Alternative anzubieten.

### Aktivitäten in Verbänden
Sie wurde von Claude Bartolone als Vertreterin der Nationalversammlung in die Agence nationale pour la cohésion sociale et l'égalité des chances (ACSE) berufen. Von März 2013 bis Dezember 2015 war sie Mitglied des Verwaltungsrats der ACSE, die später in Commissariat général à l'égalité des territoires (CGET) umbenannt wurde.
Von 2014 bis 2016 war sie Vorsitzende der lokalen Energieagentur, Lyon Agglomération.
Sie ist Vizepräsidentin der „Association des maires de ville et banlieue de France“ (Vereinigung der Bürgermeister von Städten und Vorstädten Frankreichs).
Sie wurde am 20. Februar 2019 vom damaligen Premierminister Édouard Philippe zur Co-Vizepräsidentin des Conseil national des villes ernannt.
Sie ist Mitglied des Vorstands der AMF, zuständig für Stadtpolitik und sozialen Zusammenhalt, und der AMF 69.

### Privatleben
Sie ist seit 1994 mit Joël Mathurin verheiratet und hat zwei Töchter.